# Lisa Wolverton
Lisa Ann Wolverton (* 1966) ist eine US-amerikanische Historikerin.

## Leben
Sie studierte an der University of Notre Dame (Ph.D. Geschichte des Mittelalters 1997, M.M.S. Mediävistik 1991) und an der Georgetown University (School of Foreign Service B.S.F.S. cum laude, Slawistik 1986). Sie lehrt Geschichte an der University of Oregon (Professorin seit 2014, Associate Professor 2007–2014, Assistant Professor 2000–2007).
Sie konzentriert ihre Forschung auf die tschechischen Länder, auf die deutsch-slawischen Beziehungen, auf die Politik, auf das historische Schreiben und auf die Münzprägung im frühen und hohen Mittelalter.

## Schriften (Auswahl)
- Hastening toward Prague. Power and society in the medieval Czech lands. Philadelphia 2001, ISBN 0-8122-3613-0.
- mit Ian F. McNeely: Reinventing knowledge. From Alexandria to the Internet. New York 2008, ISBN 978-0-393-06506-0.
- als Herausgeberin: Cosmas of Prague: The chronicle of the Czechs. Washington, D.C. 2009, ISBN 0-8132-1570-6.
- als Herausgeberin mit David C. Mengel: Christianity and culture in the Middle Ages. Essays to honor John Van Engen. Notre Dame 2015, ISBN 0-268-03533-4.
- Cosmas of Prague. Narrative, classicism, politics. Washington, D.C. 2015, ISBN 978-0-8132-2691-0.